# Yōji Kuri
Yōji Kuri (久里洋二, Kuri Yōji; nascido em 9 de abril de 1928) é um cartunista japonês e cineasta independente. Uma das figuras mais importantes da história da animação independente japonesa, ele foi o líder não oficial e o mais prolífico da "Associação de Animação dos Três" (アニメーション三人の会, Animēshon Sannin no Kai), que deu início ao renascimento do estilo moderno, feito de forma independente e voltado para adultos, no início dos anos 60 do Japão. Ele é conhecido internacionalmente pelo alto grau de humor negro em seus filmes, com o estilo tipicamente ingênuo de seu desenho, muitas vezes desmentindo as situações surreais, obscenas e perturbadoras que eles retratam (embora ele tenha trabalhado em uma variedade de estilos e mídias, incluindo pixilation); isso os tornou um favorito entre o público fervorosamente contracultural, que incluía cineastas como René Laloux, dos primeiros anos do Festival Internacional de Cinema de Animação de Annecy, e em uma publicação de 1967, ele foi considerado "o mais significativo" e "o único animador japonês cujo trabalho é conhecido no Ocidente" (desconsiderando os recursos de animação de Tōei e a série Astro Boy que foram vistos pela primeira vez no Ocidente em torno de ao mesmo tempo em que os primeiros filmes de Kuri foram mencionados de passagem na mesma publicação, apesar de não serem conhecidas como obras de um cineasta individual e característico e muitas vezes terem sua origem japonesa diminuída). Ele também é conhecido no Japão por seus quadrinhos, cuja coleção lhe rendeu o Prêmio Bungeishunjū de Mangá de 1958. Embora agora aposentado do cinema, ele continua ilustrando e ensinando animação na Escola de Animação Artística de Laputa (アート・アニメーションのちいさな学校, Āto Animēshon no Chiisana Gakkō). Em 2012, ele recebeu um Lifetime Achievement Award no Festival Mundial de Filme de Animação - Animafest Zagreb.

## Filmografia selecionada
Kuri fez mais de 40 curtas-metragens entre 1960 e 1981; alguns dos mais conhecidos são:
- Fantasia of Stamps (切手の幻想, Kitte no Gensō) (1960)
- Clap Vocalism (人間動物園, Ningen Dōbutsuen; literalmente "Zoológico Humano") (1962)[5]
- Here and There (あっちこっち, Atchi Kotchi) (1962)
- Locus (軌跡, Kiseki) (1963)
- Love (愛, Ai) (1963)
- O Botão (1963)
- The Chair (椅子, Isu) (1964)
- Man, Woman and Dog (男と女と犬, Otoko to Onna to Inu) (1963)
- Aos (アオス) (1964)
- The Man Next Door (隣の野郎, Tonari no Yarō) (1965)
- Samurai (さむらい) (1965)
- The Window (窓, Mado) (1965)